# 東洋福音教団
東洋福音教団（とうようふくいんきょうだん）は、静岡県三島市に本部を置く、日本のプロテスタントの団体。静岡県のみに存在する。

## 沿革
- 1887年 スウェーデンに東洋宣教のための団体が生まれた。最初は中国伝道をしていた。
- 1950年 中国を引き上げて日本での宣教を開始した。静岡県に在日スウェーデン東洋福音伝道団を設立。
- 1986年11月2日 宣教活動の結果生まれた邦人教会で、自主独立した東洋福音教団を設立。